# The Man Comes Around
The Man Comes Around var en av de sista låtarna som Johnny Cash skrev innan han avled 2003. Låten publicerades på hans sista skiva American IV: The Man Comes Around. Låten är en av tre på skivan som Cash skrivit själv och har starka kopplingar till Bibeln. Refrängen "When The Man Comes Around" tycks syfta på Jesus återkomst i den så kallade yttersta tiden, då de rättfärdiga respektive orättfärdiga ska dömas efter sina gärningar.